# Trézioux
Trézioux ist eine französische Gemeinde im Département Puy-de-Dôme in der Region Auvergne-Rhône-Alpes im Zentrum Frankreichs. Die Gemeinde gehört zum Arrondissement Clermont-Ferrand, ist Teil des Kantons Billom (bis 2015: Kanton Saint-Dier-d’Auvergne) und hat 502 Einwohner (Stand: 1. Januar 2022).

## Geographie
Trézioux liegt etwa 31 Kilometer östlich von Clermont-Ferrand. Trézioux wird umgeben von den Nachbargemeinden Sermentizon im Norden, Courpière im Nordosten, Saint-Flour im Osten, Saint-Dier-d’Auvergne im Süden, Estandeuil im Süden und Südwesten, Bongheat im Westen sowie Neuville im Nordwesten.

## Bevölkerungsentwicklung
| Jahr                       | 1962 | 1968 | 1975 | 1982 | 1990 | 1999 | 2006 | 2013 |
| Einwohner                  | 388  | 332  | 276  | 283  | 309  | 341  | 401  | 471  |
| Quellen: Cassini und INSEE |      |      |      |      |      |      |      |      |

## Sehenswürdigkeiten
- Kirche Saint-Saturnin, im 11. Jahrhundert erbaut